# Gmina Hlebine
Gmina Hlebine (chorw. Općina Hlebine) – gmina w Chorwacji, w żupanii kopriwnicko-kriżewczyńskiej. W 2011 roku liczyła  1304 mieszkańców.